# Rio Provaz
O Rio Provaz é um curso de água do arquipélago de São Tomé e Príncipe, localizado no distrito de Lembá, ilha de São Tomé, corre para Oeste e desagua entre a Praia de Rosema e a Praia das Furnas depois de receber as águas do seu afluente o Rio de Água Pequena e de atravessar a cidade de Neves.